# 東浦サンパーク

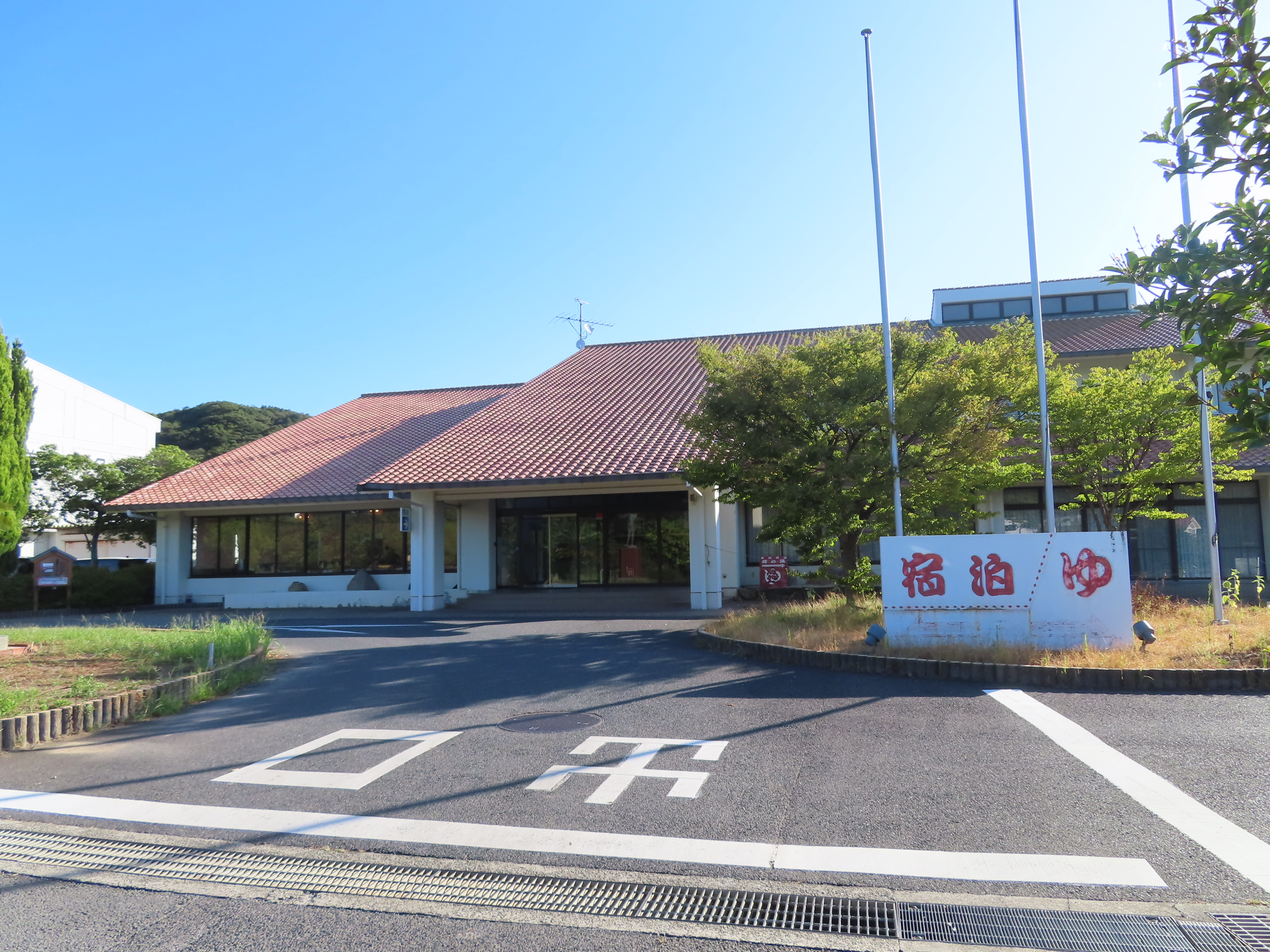
東浦サンパーク

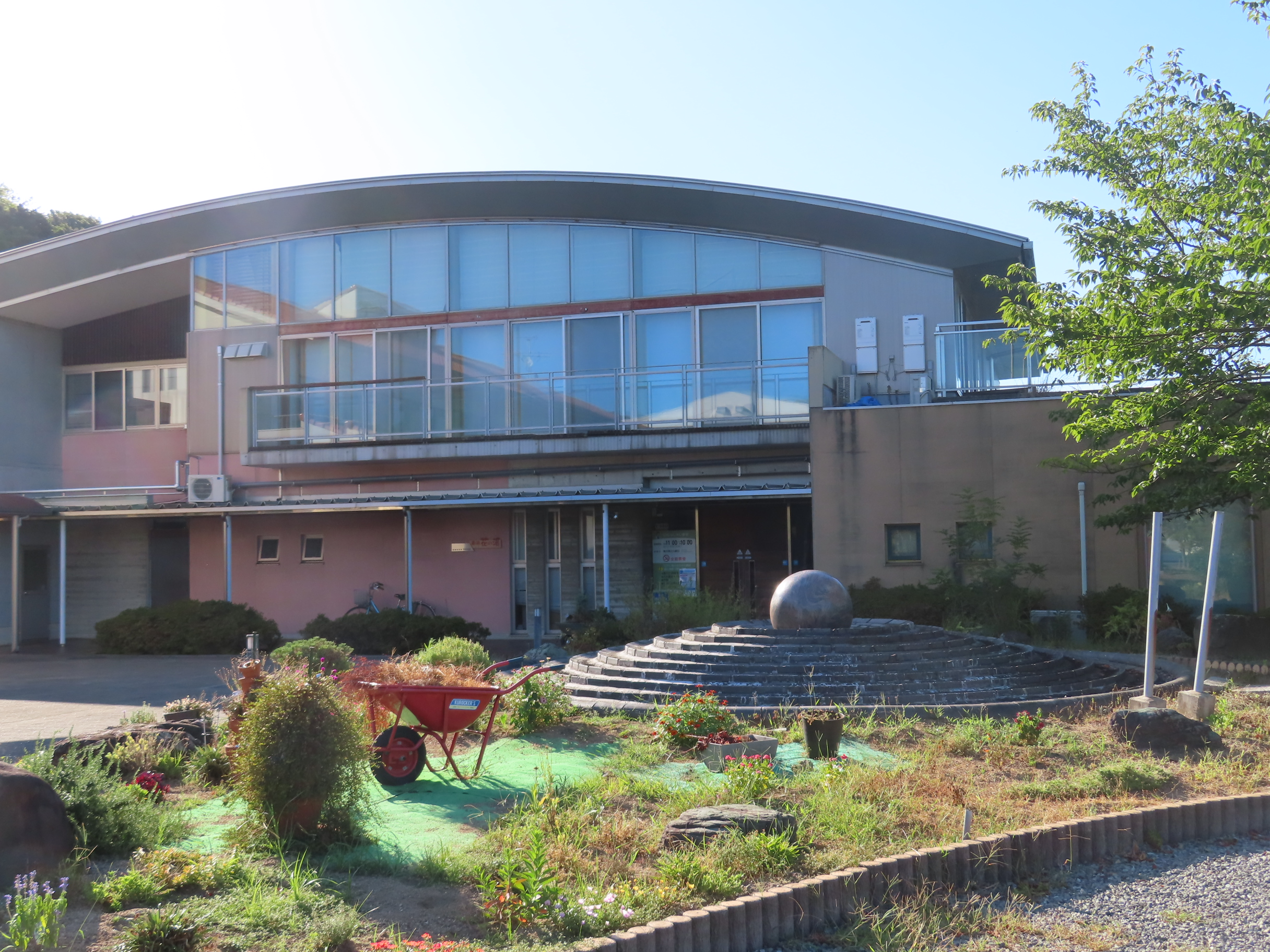
東浦花の湯

東浦サンパーク（ひがしうらサンパーク） は、兵庫県淡路市に所在する市営複合施設。
各種スポーツに対応した「多目的施設」と「宿泊施設」および「温泉施設」（東浦花の湯）からなる。2012年4月より指定管理者としてトラベルシリウスが管理運営を行っている。

## 東浦花の湯
東浦花の湯は、東浦断層のはずれ地下1300mの領家花崗岩（約1億年前頃の火山岩）から出る優秀な療養温泉である。
温泉の三要素である温度・成分・量ともに優れた良質の温泉で、時間の経過により炭酸ガスが除かれてPH9.4の非常になめらかな感触のアルカリ性となり、日本三大美人湯といわれる和歌山県の龍神温泉と同じ程度の重曹成分を含んでいる。重曹泉はアルカリ泉であり皮膚が滑らかになるので、「美人の湯」と呼ばれている。

### 泉質
- 泉質：ナトリウム－炭酸水素塩低温泉（低張性－中性－低温泉)
  - 温泉の成分総量：温泉1kg中に1.16g
  - pH：7.47（源泉）
  - 泉温：29.7℃
  - 湧出量：214リットル/分（日量308リットル）
- 主な成分：ナトリウムイオン、カルシウムイオン、炭酸水素イオン、メタケイ酸等
- 飲用可能

### 効能
- 神経痛、筋肉痛、関節痛、五十肩、運動麻痺、関節のこわばり、うちみ、くじき、慣性消化器病、痔疾、冷え性、病後回復期、疲労回復、健康増進、きりきず、やけど、慢性婦人病

## 所在地・アクセス
所在地
- 東浦サンパーク： 〒656-2311 兵庫県淡路市久留麻2743 北緯34度31分51秒 東経134度59分4.4秒
- 東浦花の湯： 〒656-2311 兵庫県淡路市久留麻2712-2 北緯34度31分49.6秒 東経134度59分5.2秒

アクセス
- 東浦バスターミナルより徒歩25分　宿泊客のみ9:00 - 17:00に東浦バスターミナル - 東浦サンパーク間で送迎バスあり（要予約）
- 神戸淡路鳴門自動車道 - 東浦ICより車で約5分（約3km）

## 周辺
- 淡路市立中浜稔猫美術館
- 浦海浜公園
- 兵庫県道460号野島浦線
- 東浦インターチェンジ
- 淡路夢舞台
- 国営明石海峡公園